# Reumatismo
Il reumatismo è un termine non specialistico utilizzato per disturbi medici che possono riguardare cuore, ossa, articolazioni, reni e polmoni. I reumatismi, nei casi più gravi, possono creare gravi problemi ai movimenti rallentando gli stessi. I farmaci maggiormente utilizzati per trattare i reumatismi sono i FANS.
Lo studio dei disturbi reumatici e degli interventi terapeutici è chiamato reumatologia.

## Terminologia
Il termine “reumatismo” viene tuttora adoperato nel linguaggio colloquiale, ma non è più usato di frequente in campo medico-tecnico; sarebbe corretto affermare che non esistono più disturbi tali da essere riconosciuti semplicemente come “reumatismi”. Alcuni paesi usano questo termine per riferirsi alla sindrome della fibromialgia. Il termine tradizionale, in realtà, copre una tale gamma di disturbi differenti che parlare di «reumatismo» non specifica granché. Ciononostante, nel trattare di reumatismo si tende ad identificare l'artrite. Comunque, parlare di «reumatismo non articolare», conosciuto anche come sindrome da dolore regionale o reumatismo da tessuto molle, può causare fraintendimenti nel significato. Inoltre, l'artrite e il reumatismo coprono da soli oltre 200 diversi disturbi.
Il termine malattia reumatica viene usato nel MeSH per riferirsi a disturbi del tessuto connettivo.
Si è teorizzato che il reumatismo palindromico sia una forma di artrite reumatoide.

## Tipi
I disturbi reumatici riconosciuti più comuni includono:
- Spondilite anchilosante
- Dorsopatia
- Borsite/Tendinite, dolore alle spalle, ai polsi, ai bicipiti, alle gambe, alle ginocchia (patellari), alle caviglie, alle anche e al tendine d'Achille.
- Capsulite
- Fibromialgia
- Cervicalgia
- Osteoartrite
- Artrite psoriasica
- Febbre reumatica
- Cardiopatia reumatica (complicazione della febbre reumatica)
- Artrite reumatoide
- Lupus eritematoso sistemico
- Arterite temporale e polimialgia reumatica
- Tenosinovite

Nonostante questi disturbi abbiano probabilmente poco in comune in termini di epidemiologia, essi condividono due caratteristiche: causano dolore cronico (anche se spesso a intermittenza) e sono difficili da trattare. Inoltre, sono nel complesso molto comuni.

## Trattamento
La terapia iniziale della maggior parte delle malattie reumatiche consiste nella prescrizione di analgesici, come il paracetamolo e i farmaci anti-infiammatori non steroidei (FANS), tra cui l'ibuprofene e il diclofenac. Spesso, risultano necessari analgesici più potenti.

## Reumatismi e clima
Per lungo tempo è stato detto che esiste un collegamento tra il dolore “reumatico” e il clima. Sembra che non esistano prove a favore o contro questa tesi, ma un questionario del 1995, che venne distribuito a 557 persone da A. Naser e altri collaboratori all'interno del Pain Management Center del Brigham and Women's Hospital concluse che “i cambiamenti nella pressione barometrica sono il collegamento principale tra clima e dolore. La bassa pressione è generalmente associata al freddo, al tempo umido e a un aumento del dolore. Al contrario le condizioni di siccità denotano un aumento di pressione e una conseguente diminuzione del dolore.”